# أوليفر بوزانيتش
أوليفر بوزانيتش (بالإنجليزية: Oliver Bozanic)‏، من مواليد 8 يناير 1989 في سيدني في أستراليا، لاعب كرة قدم أسترالي.
بدأ مسيرته الكروية مع نادي سنترال كوست مارينرز في موسم 2006/2007، ولعب معهم 3 مباريات وسجل هدف واحد، ومنذ عام 2007 وهو يلعب مع نادي ريدينغ الإنجليزي.

## روابط خارجية
- أوليفر بوزانيتش على موقع الاتحاد الدولي (مؤرشف)  (الإنجليزية)
- أوليفر بوزانيتش على موقع رابطة كرة القدم اليابانية للمحترفين (اليابانية)
- أوليفر بوزانيتش على موقع قاعدة بيانات كرة القدم.إي يو (الإنجليزية)
- أوليفر بوزانيتش على موقع بيانات كرة القدم. دي إي (الألمانية)
- أوليفر بوزانيتش على موقع ناشيونال فوتبول تيمز (الإنجليزية)
- أوليفر بوزانيتش على موقع Soccerbase.com (لاعب) (الإنجليزية)
- أوليفر بوزانيتش على موقع Soccerway.com (الإنجليزية)
- أوليفر بوزانيتش على موقع عالم كرة القدم.نت (الإنجليزية)
- أوليفر بوزانيتش على موقع كووورة
- أوليفر بوزانيتش على موقع AS.com (الإسبانية)